# Roiten
Roiten (früher auch Roitten) ist eine Ortschaft und eine Katastralgemeinde der Gemeinde Rappottenstein im Bezirk Zwettl in Niederösterreich. Die Ortschaft hat 152 Einwohner (Stand 1. Jänner 2024). Bis Ende 1970 war Roiten eine eigenständige Gemeinde.

## Geschichte
Der Ort wurde 1171 zum ersten Mal schriftlich als Roikenruth erwähnt, das Grundwort „Rojko“ ist ein slawischer Personenname, 1280 ist dann bereits der heutige Name Roiten belegt.
1731 wird im Ort ein Kreuzstöckl errichtet, bis 1783 gehört das Dorf zur Pfarre Marbach am Walde und kam dann gemeinsam mit Höhendorf zur Pfarre Rappottenstein.
Im Jahr 1822 wurde der Ort als Dorf mit 25 Häusern genannt, das nach Rappottenstein eingepfarrt war, wohin auch die Kinder eingeschult wurden. Die Herrschaft Rastenberg besaß die Ortsobrigkeit, übte die Landgerichtsbarkeit aus, besorgte die Konskription und hatte die Grundherrschaft inne.
Um 1824 wurde im Ort eine Schule eingerichtet da der Schulbesuch in Rappottenstein wegen der großen Entfernung zu beschwerlich war, diese bestand bis 1858, 1902 wurde dann neuerlich ein Schulgebäude in Roiten errichtet, dieses wurde bis 1972 als Volksschule genutzt.
Mit der Aufhebung der Grundherrschaften wurde der Ort 1849 eine eigenständige Ortsgemeinde. Zu dieser zählten auch noch die Katastralgemeinden Dietharts und Höhendorf sowie die Höfe Kreuzhof und Lassinghöfe.
Die Glocken der Ortskapelle wurden während des Ersten Weltkrieges zur Metallgewinnung abgeliefert, am 24. August 1925 wurden neue geweiht, 1933 wird die Freiwillige Feuerwehr im Ort gegründet, während des Zweiten Weltkriegs wird die Schule 1941 wegen Lehrermangels geschlossen.
Laut Adressbuch von Österreich waren im Jahr 1938 in der Ortsgemeinde Roiten ein Gastwirt, ein Gemischtwarenhändler, ein Sägewerk, ein Schmied, zwei Zementwarenerzeuger und mehrere Landwirte ansässig.
1949 wurde der Ort an das öffentliche Stromnetz angeschlossen, die Landesstraße L77 wurde ab 1966 staubfrei gemacht und ausgebaut.
Am 1. Jänner 1971 wurde die bis dahin selbständige Gemeinde Roiten samt Höhendorf nach Rappottenstein eingemeindet.

## Siedlungsentwicklung
Zum Jahreswechsel 1979/1980 befanden sich in der Katastralgemeinde Roiten insgesamt 46 Bauflächen mit 22.021 m² und 25 Gärten auf 2.675 m², 1989/1990 gab es 53 Bauflächen. 1999/2000 war die Zahl der Bauflächen auf 151 angewachsen und 2009/2010 bestanden 85 Gebäude auf 162 Bauflächen.

## Bodennutzung
Die Katastralgemeinde ist landwirtschaftlich geprägt. 257 Hektar wurden zum Jahreswechsel 1979/1980 landwirtschaftlich genutzt und 315 Hektar waren forstwirtschaftlich geführte Waldflächen. 1999/2000 wurde auf 227 Hektar Landwirtschaft betrieben und 341 Hektar waren als forstwirtschaftlich genutzte Flächen ausgewiesen. Ende 2018 waren 208 Hektar als landwirtschaftliche Flächen genutzt und Forstwirtschaft wurde auf 346 Hektar betrieben. Die durchschnittliche Bodenklimazahl von Roiten beträgt 16,9 (Stand 2010).